# Чемпионат Китайского Тайбэя по фигурному катанию
Чемпионат Китайского Тайбэя по фигурному катанию на коньках — ежегодное соревнование по фигурному катанию на коньках за звание чемпиона Китайского Тайбэя. Под этим названием на международной арене выступают спортсмены Китайской Республики (Тайваня). Соревнования проводятся в дисциплинах: мужском и женском одиночном катании, парном фигурном катании. Из-за отсутствия участников проводится не во всех дисциплинах.

## Медалисты
Международный союз конькобежцев (ISU) и Союз конькобежцев Китайского Тайбэя (CTSU) имеют отличную друг от друга нумерацию чемпионатов Китайского Тайбэя по фигурному катанию. Так, например, фигуристка-одиночница Дженни Сюй завоевала серебряную медаль на чемпионате, проходившем в августе 2019 года (сезон 2019/2020). ISU пронумеровал те состязания по году окончания соревновательного сезона — 2020. На сайте CTSU, в соответствии с календарным принципом, данный турнир был отнесён к 2019 году.

### Мужчины
| Медалисты в мужском одиночном катании | Медалисты в мужском одиночном катании | Медалисты в мужском одиночном катании | Медалисты в мужском одиночном катании | Медалисты в мужском одиночном катании |
| ------------------------------------- | ------------------------------------- | ------------------------------------- | ------------------------------------- | ------------------------------------- |
| Год                                   | Место                                 | Золото                                | Серебро                               | Бронза                                |
| 2000                                  |                                       | Бенедикт У                            | Нет данных                            | Нет данных                            |
| 2001                                  |                                       | Кевин Ли                              | Питер Ли                              | Уильям Роджерс                        |
| 2002                                  |                                       | Бенедикт У                            | Нет данных                            | Нет данных                            |
| 2003                                  |                                       | Питер Ли                              | Бенедикт У                            | Энди Чэнь                             |
| 2004                                  |                                       | Питер Ли                              | Энди Чэнь                             | Тянь Хунвэнь                          |
| 2005                                  |                                       | Энди Чэнь                             | Хенри Лу                              | Ши Вэньчан                            |
| 2006                                  |                                       | Хенри Лу                              | Ши Вэньчан                            | Тянь Хунвэнь                          |
| 2007                                  |                                       | Нет данных                            | Нет данных                            | Тянь Хунвэнь                          |
| 2008                                  | Тайбэй                                | Чарльз Бао                            | Хенри Лу                              | Стивен Го                             |
| 2009                                  | Тайбэй                                | Стивен Го                             | Себра Янь                             | Нет участников                        |
| 2010                                  | Тайбэй                                | Стивен Го                             | Тянь Хунвэнь                          | Ши Вэньчан                            |
| 2011                                  | Тайбэй                                | Джордан Чжу                           | Ши Вэньчан                            | Стивен Го                             |
| 2012                                  | Тайбэй                                | Джордан Чжу                           | Тянь Хунвэнь                          | Нет участников                        |
| 2013                                  | Тайбэй                                | Цао Чжии                              | Чэнь Жуйсюй                           | Нет участников                        |
| 2014                                  | Тайбэй                                | Цао Чжии                              | Чэнь Жуйсюй                           | Нет участников                        |
| 2015                                  | Тайбэй                                | Цао Чжии                              | Ли Мэнжу                              | Нет участников                        |
| 2016                                  | Тайбэй                                | Цао Чжии                              | Ли Мэнжу                              | Нет участников                        |
| 2017                                  | Тайбэй                                | Цао Чжии                              | Ли Мэнжу                              | Чжан Чжишэн                           |
| 2018                                  | Тайбэй                                | Цао Чжии                              | Чжан Чжишэн                           | Мика Тан                              |
| 2019                                  | Тайбэй                                | Цао Чжии                              | Майка Тан                             | Нет участников                        |
| 2020                                  | Тайбэй                                | Е Чжэюй                               | Нет участников                        | Нет участников                        |
| 2021                                  | Тайбэй                                | Е Чжэюй                               | Нет участников                        | Нет участников                        |
| 2022                                  | Тайбэй                                | Е Чжэюй                               | Линь Фанъи                            | Нет участников                        |

### Женщины
| Медалисты в женском одиночном катании | Медалисты в женском одиночном катании                   | Медалисты в женском одиночном катании                   | Медалисты в женском одиночном катании                   | Медалисты в женском одиночном катании                   |
| ------------------------------------- | ------------------------------------------------------- | ------------------------------------------------------- | ------------------------------------------------------- | ------------------------------------------------------- |
| Год                                   | Место                                                   | Золото                                                  | Серебро                                                 | Бронза                                                  |
| 2000                                  |                                                         | Карина Чэнь                                             | Дайан Чэнь                                              | Нет данных                                              |
| 2001                                  |                                                         | Карина Чэнь                                             | Дайан Чэнь                                              | Dow-Jane Chi                                            |
| 2002                                  |                                                         | Карина Чэнь                                             | Дайан Чэнь                                              | Диана Чэнь                                              |
| 2003                                  |                                                         | Диана Чэнь                                              | Jennifer Bon-Yen Lee                                    | Энни Хоу                                                |
| 2004                                  |                                                         | Дайан Чэнь                                              | Тиффани Чжун                                            | Энни Хоу                                                |
| 2005                                  |                                                         | Дайан Чэнь                                              | Тиффани Чжун                                            | Ширли Цай                                               |
| 2006                                  |                                                         | Дженнифер Тан                                           | Джоселин Хэ                                             | Дайан Чэнь                                              |
| 2007                                  |                                                         | Мелинда Ван                                             | Лю Чжаочжи                                              | Сигрид Ян                                               |
| 2008                                  | Тайбэй                                                  | Лю Чжаочжи                                              | Мелинда Ван                                             | Нет данных                                              |
| 2009                                  | Тайбэй                                                  | Мелинда Ван                                             | Нет участниц                                            | Нет участниц                                            |
| 2010                                  | Тайбэй                                                  | Мелинда Ван                                             | Кристал Цзян                                            | Лю Чжаочжи                                              |
| 2011                                  | Тайбэй                                                  | Мелинда Ван                                             | Кристал Цзян                                            | Лю Чжаочжи                                              |
| 2012                                  | Тайбэй                                                  | Кристал Цзян                                            | Мелинда Ван                                             | Коринна Линь                                            |
| 2013                                  | Тайбэй                                                  | Мелани Чжан                                             | Лу Пэйсюань                                             | Стефани Се                                              |
| 2014                                  | Тайбэй                                                  | Лу Пэйсюань                                             | Нет участниц                                            | Нет участниц                                            |
| 2015                                  | Тайбэй                                                  | Эми Линь                                                | Чэнь Исюань                                             | Нет участниц                                            |
| 2016                                  | Тайбэй                                                  | Эми Линь                                                | Нет участниц                                            | Нет участниц                                            |
| 2017                                  | Тайбэй                                                  | Эми Линь                                                | Стефани Чжан                                            | Хейли Яо                                                |
| 2018                                  | Тайбэй                                                  | Эми Линь                                                | Юка Мацуура                                             | Стефани Чжан                                            |
| 2019                                  | Тайбэй                                                  | Эмми Ма                                                 | Дженни Сюй                                              | Левана У                                                |
| 2020                                  | Соревнования в женском одиночном катании не проводились | Соревнования в женском одиночном катании не проводились | Соревнования в женском одиночном катании не проводились | Соревнования в женском одиночном катании не проводились |
| 2021                                  | Тайбэй                                                  | Дин Цзыхань                                             | Джоэль Линь                                             | Нет участниц                                            |
| 2022                                  | Тайбэй                                                  | Дин Цзыхань                                             | Аманда Сюй                                              | Нет участниц                                            |

### Парное катание
| Медалисты в парном катании | Медалисты в парном катании                   | Медалисты в парном катании                   | Медалисты в парном катании                   | Медалисты в парном катании                   |
| -------------------------- | -------------------------------------------- | -------------------------------------------- | -------------------------------------------- | -------------------------------------------- |
| Год                        | Место                                        | Золото                                       | Серебро                                      | Бронза                                       |
| 2007                       |                                              | Аманда Суниото-Ян / Дэррилл Сулиндро-Ян      | Нет участников                               | Нет участников                               |
| 2008                       | Тайбэй                                       | Аманда Суниото-Ян / Дэррилл Сулиндро-Ян      | Нет участников                               | Нет участников                               |
| 2009                       | Тайбэй                                       | Аманда Суниото-Ян / Дэррилл Сулиндро-Ян      | Нет участников                               | Нет участников                               |
| 2010– 2022                 | Соревнования в парном катании не проводились | Соревнования в парном катании не проводились | Соревнования в парном катании не проводились | Соревнования в парном катании не проводились |